# چارلی اسکات
چارلی اسکات (انگلیسی: Charlie Scott؛ زاده ۱۵ دسامبر ۱۹۴۸) یک بازیکن بسکتبال اهل ایالات متحده آمریکا است.